# Sumber Rejo (Donorojo)
Sumber Rejo is een bestuurslaag in het regentschap Jepara van de provincie Midden-Java, Indonesië. Sumber Rejo telt 2818 inwoners (volkstelling 2010).